# 斯諾夫河

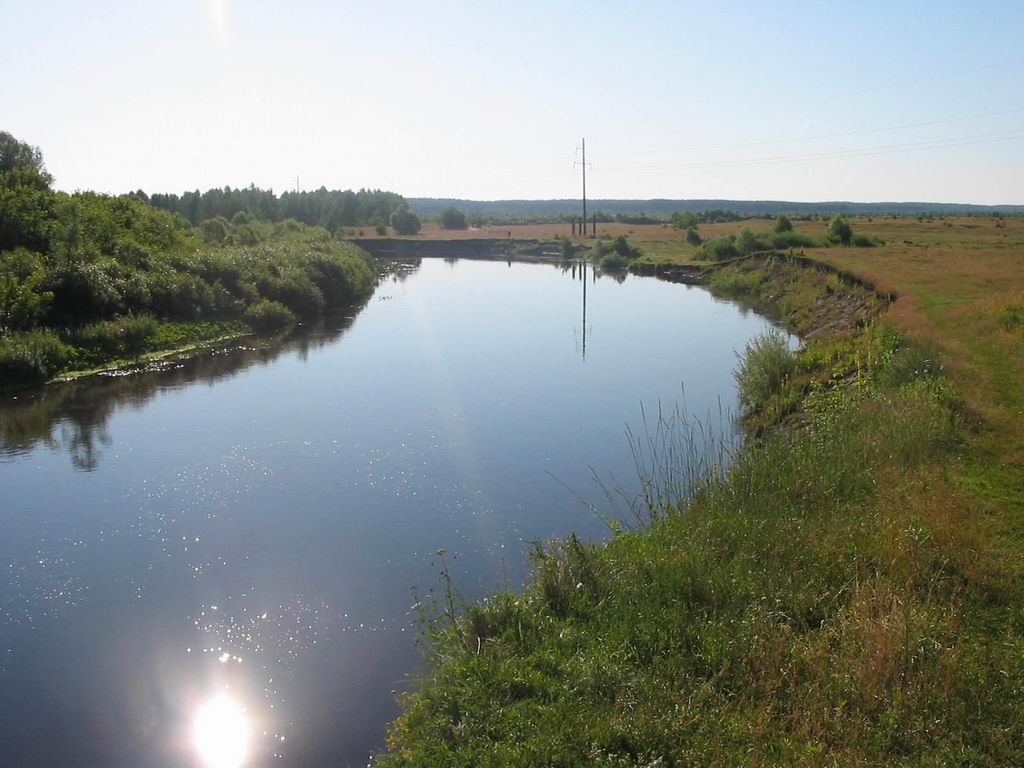
斯諾夫河

斯諾夫河是傑斯納河的右支流，位於俄羅斯布良斯克州和烏克蘭切爾尼戈夫州內，河道全長253公里，流域面積約8,700平方公里，在每年11月至1月下旬開始結冰，直至翌年3月至4月上旬。